# Liste der Biografien/Lib
Liste der Biografien |
Portal Biografien |
Personensuche
# |
A |
B |
C |
D |
E |
F |
G |
H |
I |
J |
K |
L |
M |
N |
O |
P |
Q |
R |
S |
T |
U |
V |
W |
X |
Y |
Z |
?
 
La |
Lb |
Lc |
Le |
Lg |
Lh |
Li |
Lj |
Ll |
Lm |
Lo |
Lp |
Lt |
Lu |
Lv |
Lw |
Lx |
Ly |
Lz
 
Lia |
Lib |
Lic |
Lid |
Lie |
Lif |
Lig |
Lih |
Lii |
Lij |
Lik |
Lil |
Lim |
Lin |
Lio |
Lip |
Liq |
Lir |
Lis |
Lit |
Liu |
Liv |
Liw |
Lix |
Liy |
Liz
Die Liste der Biografien führt alle Personen auf, die in der deutschsprachigen Wikipedia einen Artikel haben. Dieses ist eine Teilliste mit 173 Einträgen von Personen, deren Namen mit den Buchstaben „Lib“ beginnt.

## Lib

### Liba
- Liba, Igor (* 1960), slowakischer Eishockeyspieler
- Liba, Peter (1940–2007), kanadischer Journalist und Manager, Vizegouverneur von Manitoba
- Libaba, Maurus (1928–1988), tansanischer Geistlicher und römisch-katholischer Bischof von Lindi
- Libaber, Antoni (1709–1776), polnischer Zisterziensermönch, Propst und Historiograph
- Libai, David (1934–2023), israelischer Politiker
- Libakowa-Liwanowa, Marina Walerjewna (1952–2018), sowjetische bzw. russische Moderatorin, Schauspielerin und Schauspiellehrerin
- Libal, Michael (1941–2012), deutscher Diplomat
- Libal, Otto (1917–2015), österreichischer Politiker (SPÖ), Abgeordneter zum Nationalrat
- Libalt, Gottfried († 1673), deutscher Maler
- Liban, Georg (* 1464), deutscher Philologe, Komponist und Musiktheoretiker
- Libanios (* 314), griechischer Redner
- Libano, Andrew (1903–1935), US-amerikanischer Segler
- Libanori, Daniele (* 1953), italienischer römisch-katholischer Ordensgeistlicher, Assessor des Papstes für das geweihte Leben
- Libar, Camille (1917–1991), luxemburgischer Fußballspieler und -trainer
- Libasci, Peter Anthony (* 1951), US-amerikanischer Geistlicher, römisch-katholischer Bischof von Manchester
- Libatique, Matthew (* 1968), US-amerikanischer Kameramann
- Libaud, Piers († 1316), französischer Ritter
- Libaudière, Émile (1853–1923), französischer Architekt und Keramiker
- Libavius, Andreas (1555–1616), Gelehrter

### Libb
- Libbach, Gabriele (* 1957), deutsche Synchronsprecherin
- Libbāli-šarrat, Königin von Assyrien
- Libbe, Jens (* 1962), deutscher Wirtschaftswissenschaftler und Stadtforscher
- Libbert, Jürgen (* 1941), Gitarrist und Musikpädagoge
- Libbertz, Arnold (1882–1960), deutscher Bankmanager und Funktionär der Freien Wohlfahrtspflege
- Libbertz, Jan (* 1989), deutscher Politiker (Die Linke), MdHB
- Libbertz, Jessica (* 1974), deutsche Fernsehmoderatorin und SachbuchautorinJessica Libbertz (* 1974)

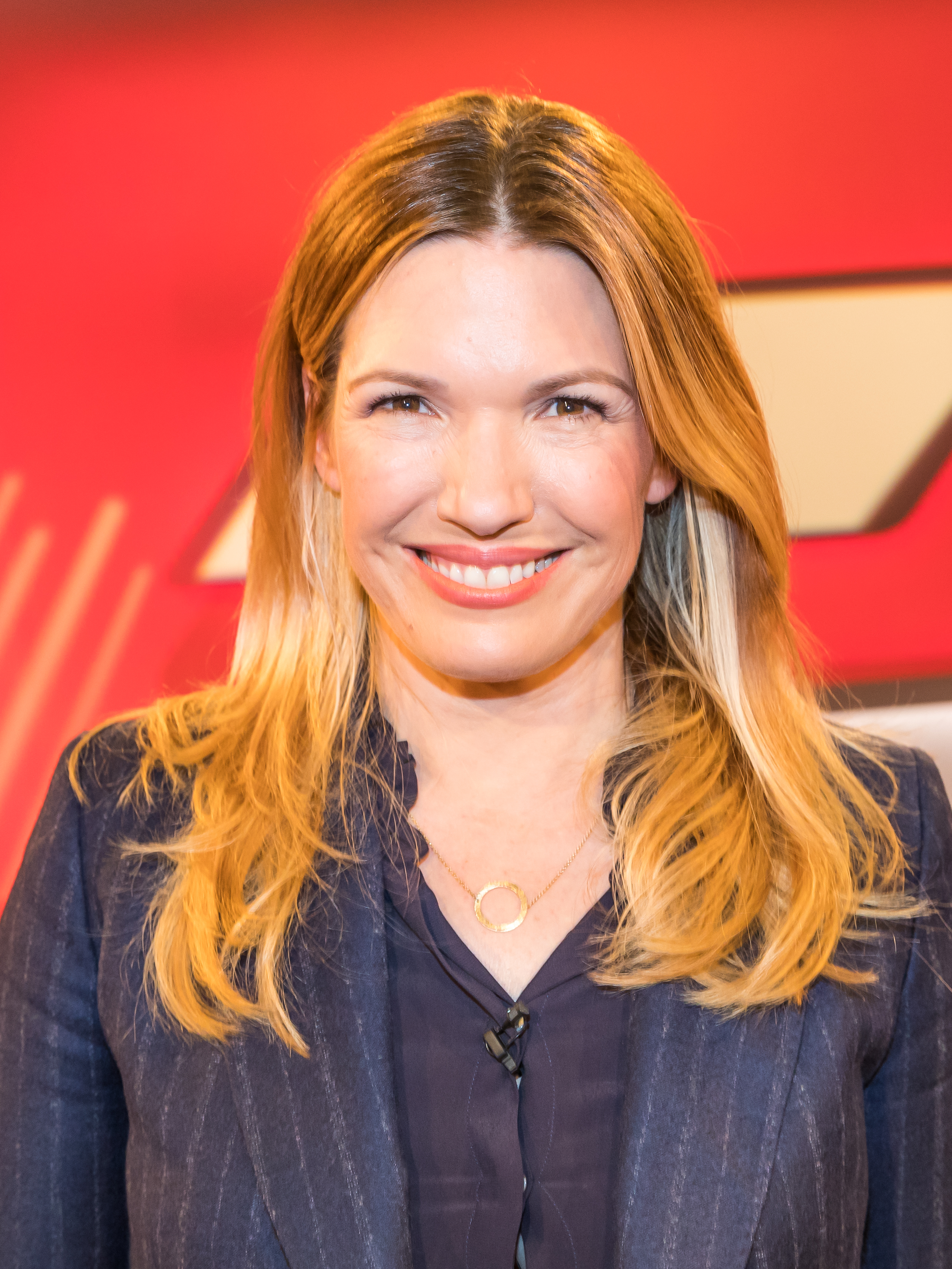
Jessica Libbertz (* 1974)

- Libbey, Harry (1843–1913), US-amerikanischer Politiker
- Libbey, William (1855–1927), US-amerikanischer Geograf und Hochschullehrer
- Libbok, Manie (* 1997), südafrikanischer Rugby-Spieler
- Libbrecht, Ulrich (1928–2017), belgischer Philosoph und Autor
- Libby, Lewis (* 1950), US-amerikanischer Jurist und Politiker
- Libby, Peter (* 1947), US-amerikanischer Kardiologe und Herz-Kreislauf-Forscher
- Libby, Willard (1908–1980), US-amerikanischer Chemiker und PhysikerWillard Libby (1908–1980)

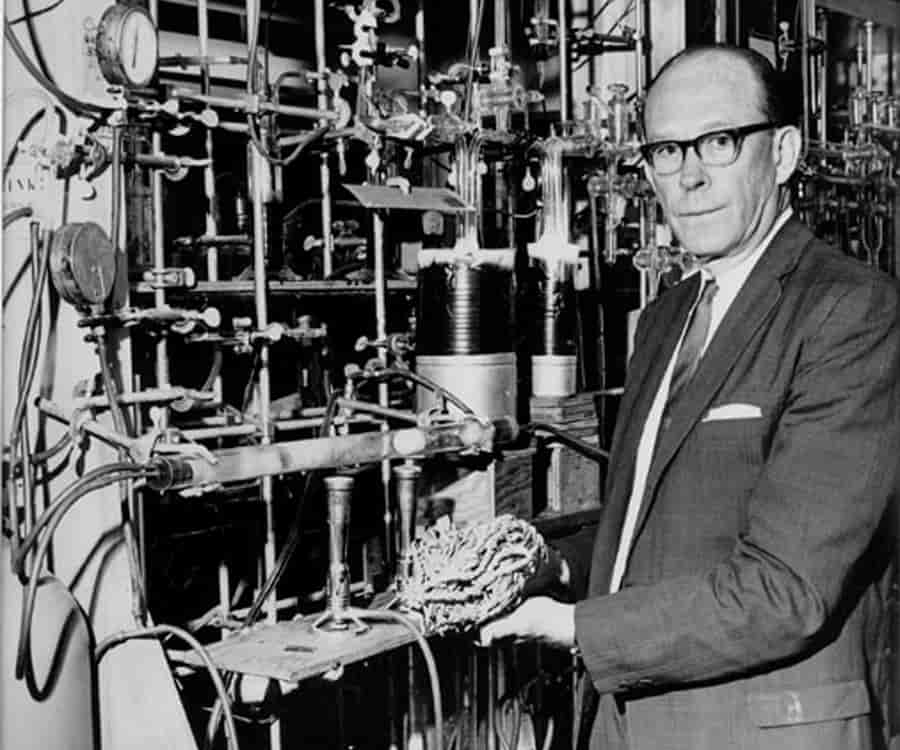
Willard Libby (1908–1980)

### Libc
- Libchaber, Albert J. (* 1934), französischer Physiker

### Libe
- Libedinski, Juri Nikolajewitsch (1898–1959), russischer Schriftsteller und Kritiker
- Libedinsky, Carlos (* 1961), argentinischer Musiker, Komponist und Produzent
- Libeer, René (1934–2006), französischer Boxer
- Libelt, Karol (1807–1875), polnischer Philosoph, Publizist, Revolutionär und Politiker
- Libena, Salutaris Melchior (* 1963), tansanischer Geistlicher und römisch-katholischer Bischof von Ifakara
- Libentius I. († 1013), Erzbischof des Erzbistums Bremen
- Libentius II. († 1032), Erzbischof des Erzbistums Bremen
- Libényi, János († 1853), ungarischer Attentäter
- Liber, Antonius, deutscher Humanist
- Libera, Adalberto (1903–1963), italienischer Architekt
- Libera, Leszek (* 1948), polnischer Schriftsteller, Polonist, Übersetzer und Hochschullehrer
- Libera, Piotr (* 1951), polnischer Geistlicher und emeritierter römisch-katholischer Bischof von Płock
- Libera, Zbigniew (* 1959), polnischer Künstler
- Liberace (1919–1987), US-amerikanischer EntertainerLiberace (1919–1987)

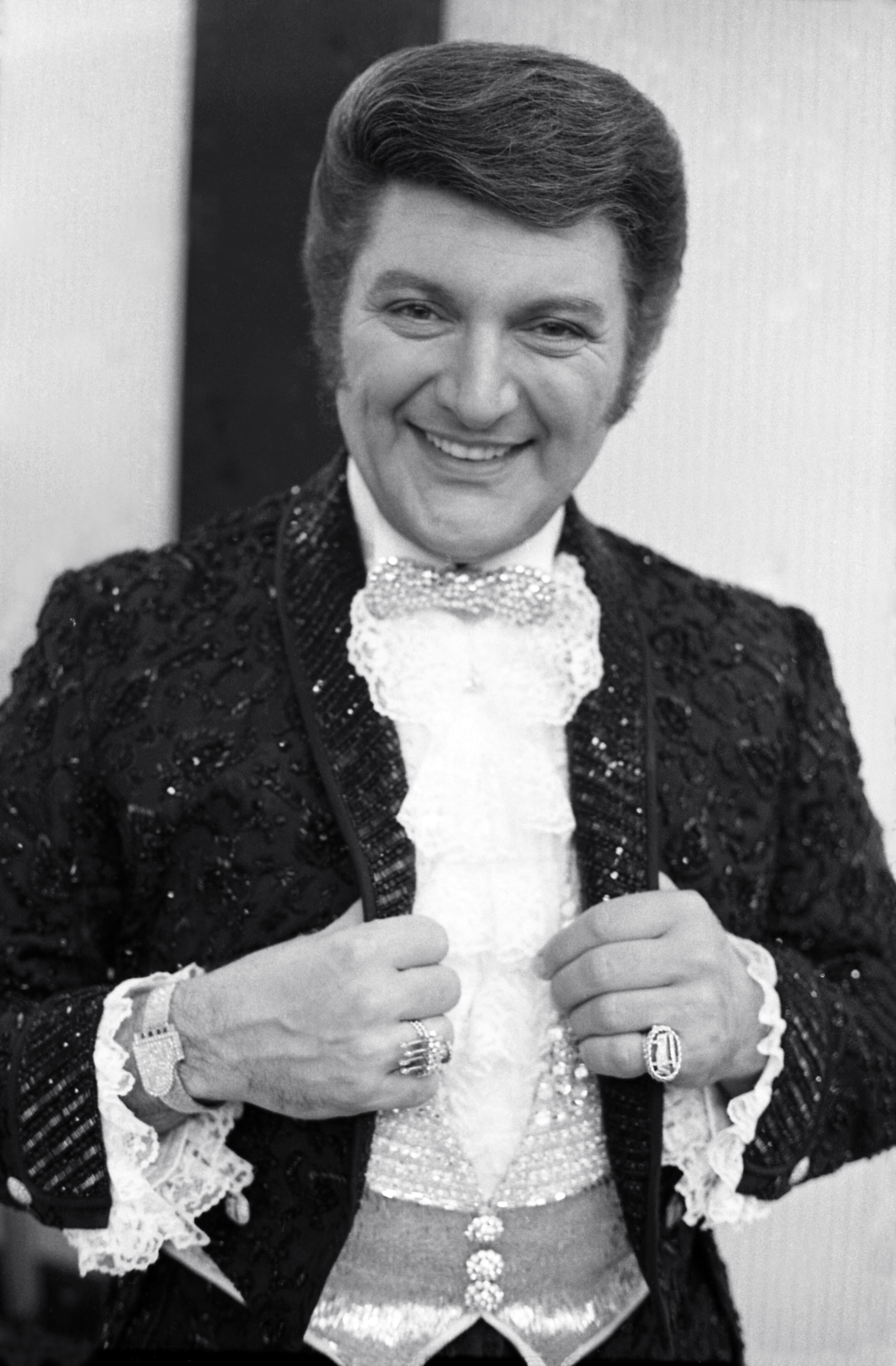
Liberace (1919–1987)

- Liberadzki, Bogusław (* 1948), polnischer Politiker, MdEP
- Liberakakis, Stefania (* 2002), niederländisch-griechische Sängerin
- Liberali, Giuseppe, italienischer Kapellmeister und Komponist
- Liberati, Antimo (1617–1692), italienischer Musiktheoretiker, Sänger (Tenor), Organist, Kapellmeister und Komponist
- Liberati, Armand (1923–2016), französischer Fußballspieler
- Liberati, Carlo (* 1937), italienischer römisch-katholischer Geistlicher und emeritierter Prälat von Pompei
- Libérati, Ernest (1906–1983), französischer Fußballspieler
- Liberati, Libero (1926–1962), italienischer Motorradrennfahrer
- Liberato, italienischer Sänger
- Liberato Kani (* 1993), peruanischer Hip-Hop-Sänger
- Liberato, Liana (* 1995), US-amerikanische Schauspielerin
- Liberatore, Federico (* 1995), italienischer Skirennläufer
- Liberatore, Matteo (1810–1892), deutscher Jesuit und Theologe
- Liberatore, Tanino (* 1953), italienischer Grafiker und Comiczeichner
- Liberatore, Ugo (1927–2012), italienischer Drehbuchautor und Filmregisseur
- Liberatus von Karthago, Diakon und christlicher Schriftsteller
- Liberberg, Iossif (1897–1937), ukrainisch-sowjetischer Historiker und erster Gouverneur der Jüdischen Autonomen Oblast
- Liberda, Bruno (* 1953), österreichischer Komponist
- Liberda, Jan (1936–2020), polnischer Fußballspieler und -trainer
- Liberda, Krystyna (* 1968), polnische Biathletin
- Libéreau, Johan (* 1984), französischer Schauspieler
- Liberg, Einar (1873–1955), norwegischer Sportschütze
- Liberg, Hans (* 1954), niederländischer Pianist, Komponist und KomikerHans Liberg (* 1954)

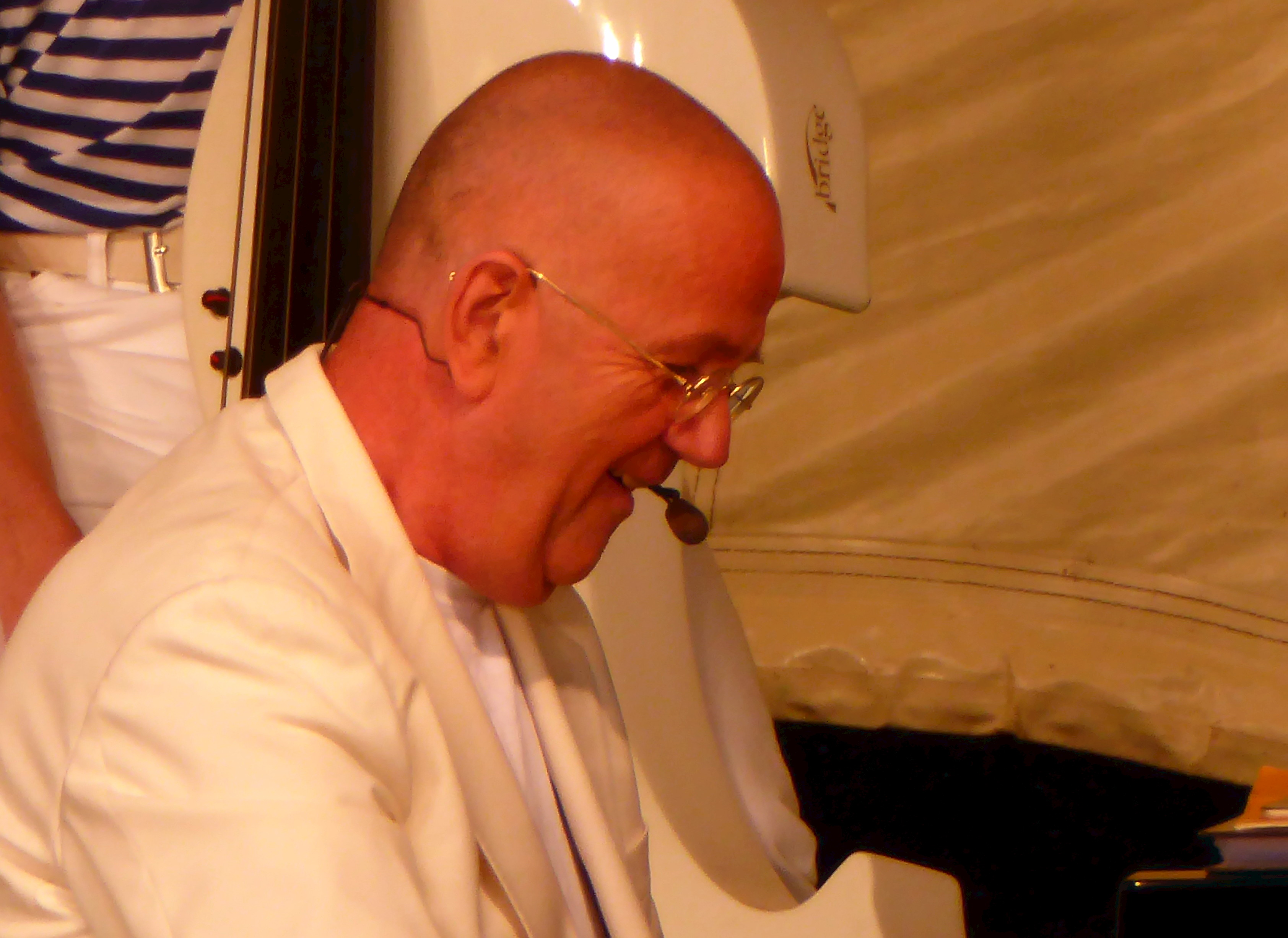
Hans Liberg (* 1954)

- Liberge de Granchain, Guillaume (1744–1805), französischer Admiral, Astronom und Hydrograph
- Liberge, Éric (* 1965), französischer Comiczeichner
- Libergier, Hugo († 1263), Baumeister der Gotik, Erster Architekt der Kathedrale Reims
- Lībergs, Mārtiņs (* 1980), lettischer Handballspieler
- Lībergs, Uldis (* 1983), lettischer Handballspieler
- Liberi, Pietro (1605–1687), italienischer Barockmaler
- Liberia-Peters, Maria (* 1941), niederländische Politikerin der Niederländischen Antillen
- Liberius († 366), Bischof von Rom (352–366)
- Liberius, weströmischer Diplomat und Prätorianerpräfekt; frühbyzantinischer Feldherr
- Liberman, Alexander (1912–1999), US-amerikanischer Bildhauer
- Liberman, Anatoly (* 1937), russisch-amerikanischer Linguist und Mediävist
- Liberman, Clara (* 2000), französische Mittelstreckenläuferin
- Liberman, Jewsei Grigorjewitsch (1897–1981), sowjetischer Ökonom
- Liberman, Raquel (1900–1935), Prostituierte in Argentinien
- Liberman, Sylvain (1934–1988), französischer Physiker (Atomphysik, Laserspektroskopie)
- Libermann, Alexander (1896–1978), US-amerikanischer Pianist und Musikpädagoge ukrainischer Herkunft
- Libermann, François (1802–1852), französischer römisch-katholischer Priester, Spiritaner, Ordensgründer und Ordensoberer
- Libermann, Paulette (1919–2007), französische Mathematikerin
- Libero, Loretana de (* 1965), deutsche Althistorikerin und Politikerin (SPD)
- Liberona, Juan (* 1938), chilenischer Fußballspieler
- Liberopoulos, Nikos (* 1975), griechischer FußballspielerNikos Liberopoulos (* 1975)

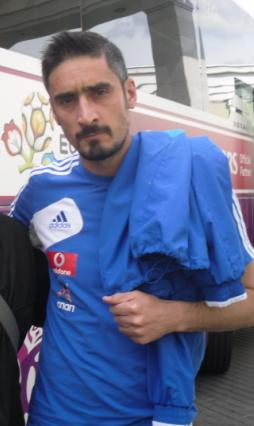
Nikos Liberopoulos (* 1975)

- Liberovici, Andrea (* 1962), italienischer Komponist und Theaterregisseur
- Liberson, Wladimir Michailowitsch (1937–1996), sowjetisch-israelischer Schachgroßmeister
- Libert, Béatrice (* 1952), belgische Dichterin und Schriftstellerin
- Libert, Jean-Paul (1955–2022), belgischer Autorennfahrer
- Libert, Johann Christoph († 1757), deutscher Astronom
- Libert, Marie-Anne (1782–1865), deutsche Mykologin
- Libertad, Eva (* 1978), spanische Regisseurin, Drehbuchautorin und Filmproduzentin
- Libertad, Tania (* 1952), peruanisch-mexikanische Sängerin
- Libertano, Ascanio († 1607), italienischer römisch-katholischer Geistlicher und Bischof von Cagli
- Libertella, José (1933–2004), italienisch-französischer Bandoneonspieler, Komponist und Arrangeur
- Liberti, Enzo (1926–1986), italienischer Schauspieler
- Libertini, Richard (1933–2016), US-amerikanischer Schauspieler
- Liberto, Giuseppe (* 1943), italienischer Geistlicher, Leiter des Chors der Sixtinischen Kapelle
- Liberty, Julez (* 1989), deutscher Sänger, Textdichter und Komponist
- Liberty, Richard (1932–2000), US-amerikanischer Schauspieler
- Libesch, Roger (* 1963), deutscher Maler
- Libeskind, Daniel (* 1946), US-amerikanischer Architekt des DekonstruktivismusDaniel Libeskind (* 1946)

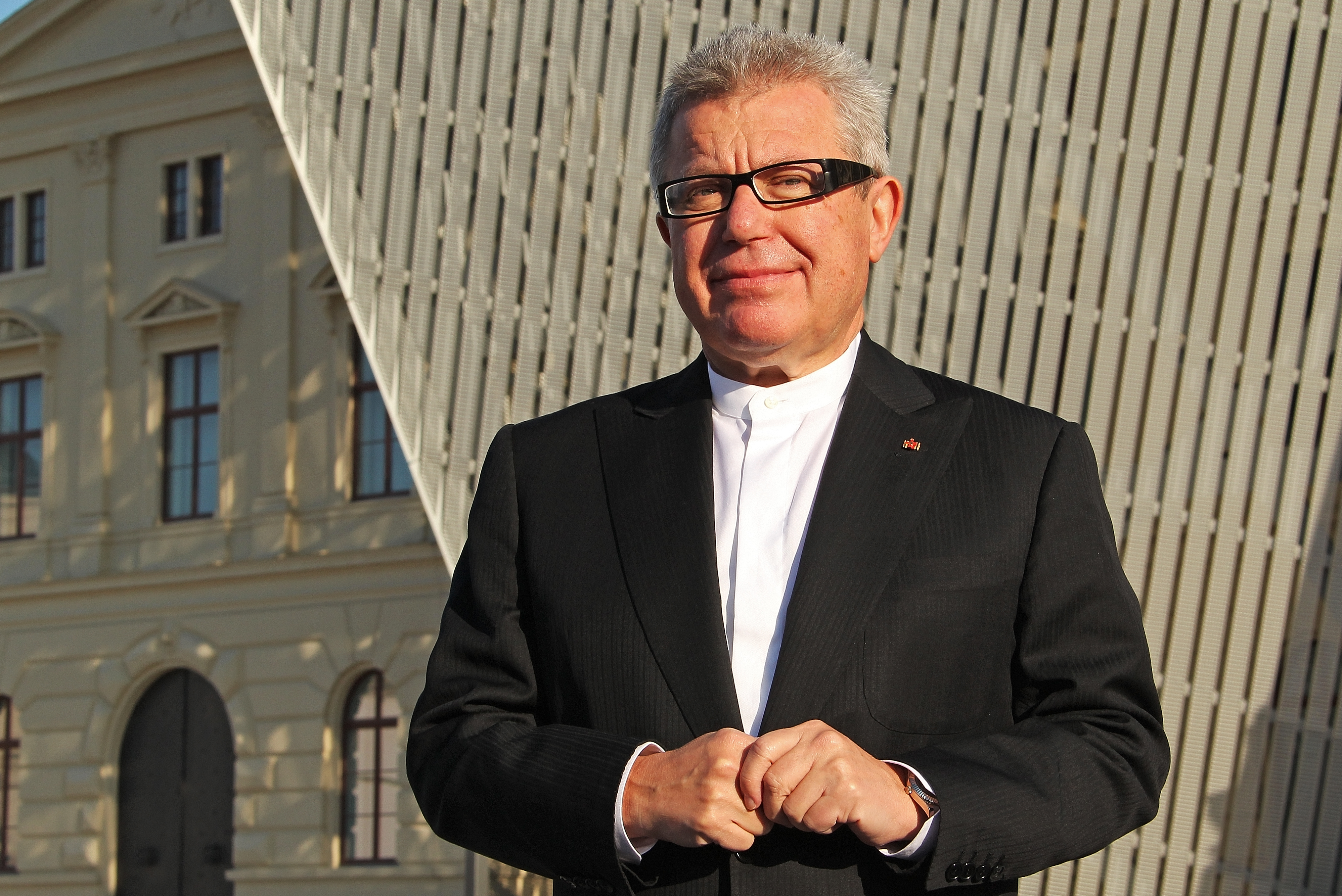
Daniel Libeskind (* 1946)

- Libesny, Kurt (1892–1939), österreichischer Maler, Radierer, Gebrauchsgrafiker und Plakatkünstler
- Libet, Benjamin (1916–2007), US-amerikanischer Physiologe
- Libett, Nick (* 1945), kanadischer Eishockeyspieler
- Libetta, Francesco (* 1968), italienischer Pianist
- Líbezný, Jan (1923–2006), tschechisch-jüdischer KZ-Häftling

### Libi
- Libi, Abu Faradsch al-, mutmaßliches Mitglied der Terrororganisation al-QaidaAbu Faradsch al-Libi

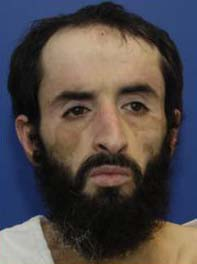
Abu Faradsch al-Libi

- Libi, Abu Yahya al- (1963–2012), libyscher Terrorist, hochrangiges Führungsmitglied der Terrororganisation al-Qaida
- Libi, Ben Ali (1895–1943), niederländischer Zauberkünstler
- Libianca (* 2001), US-amerikanisch-kamerunische Sängerin
- Libíček, Jan (1931–1974), tschechischer Schauspieler
- Libicki, Jan Filip (* 1971), polnischer Politiker, Mitglied des Sejm
- Libicki, Marcin (* 1939), polnischer Kunsthistoriker und Politiker (ZChN, PiS), Mitglied des Sejm, MdEP
- Lībietis, Kristaps (* 1982), lettischer Biathlet
- Lībietis, Miķelis (* 1992), lettischer Tennisspieler
- Libin, Phil (* 1972), Informatiker
- Lībiņa-Egnere, Inese (* 1977), lettische Politikerin und Juristin
- Libiszewski, Fabien (* 1984), französischer Schachgroßmeister
- Libiszewski, Herbert Berthold (1897–1985), Schweizer Grafiker, Illustrator, Plakatkünstler, Maler und Stickereientwerfer

### Libm
- Libman, Alexander (* 1981), russischer Wirtschaftswissenschaftler
- Libman, Andrea (* 1984), kanadische Schauspielerin, Synchronsprecherin, Sängerin
- Libman, Emanuel (1872–1946), US-amerikanischer Internist

### Libn
- Libner, Niv (* 1987), israelischer Straßenradrennfahrer

### Libo
- Libo Visolus, Gaius Poetelius, römischer Politiker in der frühen römischen Republik
- Liboff, Richard L. (1931–2014), US-amerikanischer Physiker
- Libohova, Eqrem (1882–1948), albanischer Politiker
- Libohova, Myfit (1876–1927), albanischer Politiker
- Liboiron, Landon (* 1991), kanadischer SchauspielerLandon Liboiron (* 1991)

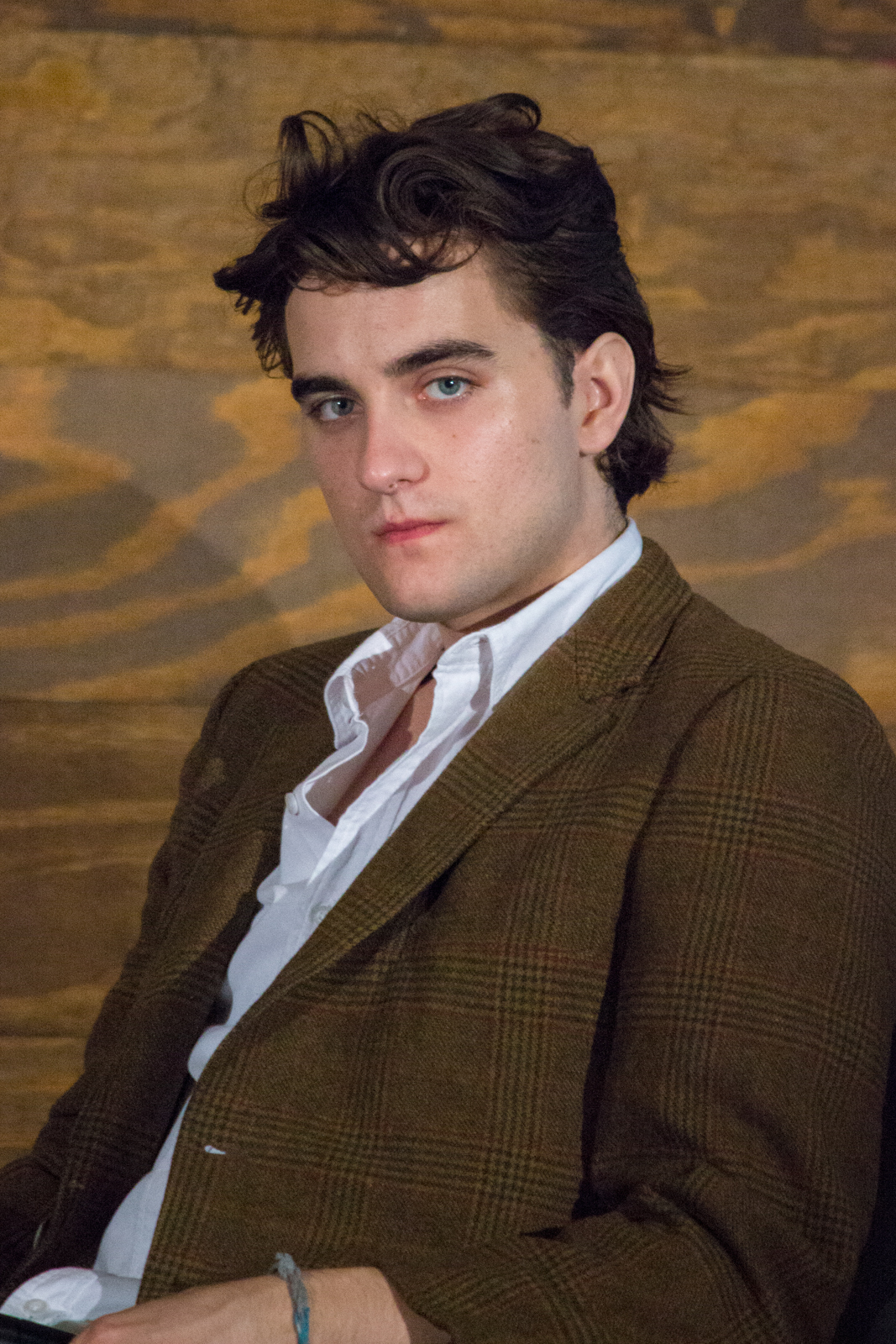
Landon Liboiron (* 1991)

- Libon von Elis, Architekt des Zeustempels von Olympia
- Libon, Philippe (1775–1838), französischer Violinist und Komponist spanischer Herkunft
- Libonati, Roland V. (1900–1991), US-amerikanischer Politiker
- Libonatti, Julio (1901–1981), argentinisch-italienischer Fußballspieler
- Libor, Christiane, deutsche Sängerin in der Stimmlage Sopran
- Libor, Hajo (* 1962), deutsch-tschechischer Sportler und Weltmeister im Drachenbootsport
- Libor, Ullrich (* 1940), deutscher Segler
- Liborio, Floriane (* 1988), französische Taekwondoin
- Liborius, spätantiker Bischof von Le Mans und HeiligerLiborius

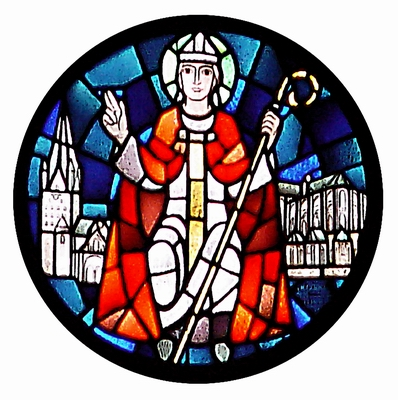
Liborius

- Liborius († 1214), katholischer Priester, Abt des Klosters Marienfeld
- Liboschitz, Joseph (1783–1824), russischer Arzt und Naturforscher
- Liboton, Roland (* 1957), belgischer Cyclocrossfahrer
- Libotte, Thorsten (* 1972), deutscher Lyriker

### Libr
- Libregts, Patricia (* 1966), niederländische Wasserballspielerin
- Libregts, Thijs (* 1941), niederländischer Fußballtrainer
- Libreri, Kim, Spezialeffektkünstler
- Librescu, Liviu (1930–2007), US-amerikanischer Luftfahrtingenieur
- Libri, Girolamo dai († 1555), italienischer Maler
- Libri, Guglielmo (1803–1869), italienischer Mathematiker, Physiker und Bücherdieb
- Librová, Hana (* 1943), tschechische Biologin und Soziologin

### Libs
- Libsig, Simon (* 1977), Schweizer Schriftsteller und Slam-Poet
- Libsker, Ari (* 1972), israelischer Journalist und Filmemacher
- Libsohn, Sol (1914–2001), US-amerikanischer Fotograf
- Libstein, Ofir (1973–2023), israelischer Politiker
- Libštejnský von Kolowrat, Johann Wilhelm (1625–1668), Erzbischof von Prag

### Libu
- Libuda, Heinz (1944–2017), deutscher Fußballspieler
- Libuda, Reinhard (1943–1996), deutscher FußballspielerReinhard Libuda (1943–1996)

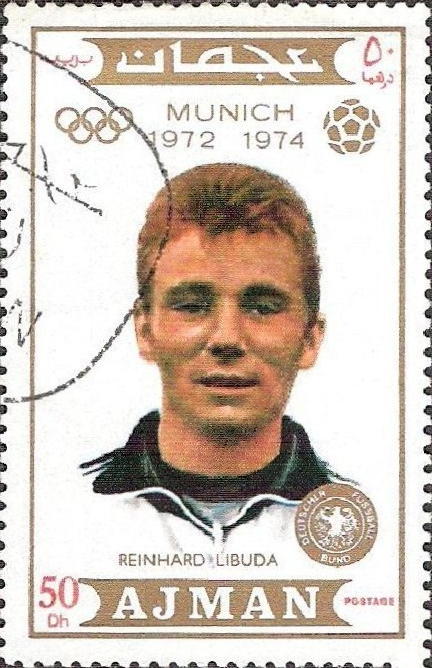
Reinhard Libuda (1943–1996)

- Libuda, Walter (1950–2021), deutscher Maler, Zeichner, Plastiker und Objektkünstler
- Liburd, Anne (1920–2007), Frauenrechtsaktivistin in St. Kitts und Nevis
- Liburd, Jannick (* 2001), dänischer Fußballspieler
- Liburd, Marcella (* 1953), Politikerin aus St. Kitts und Nevis
- Liburd, Melanie (* 1987), britisches Model und Schauspielerin
- Liburd, Rowan (* 1992), englischer Fußballspieler mit Staatsbürgerschaft von St. Kitts und Nevis
- Liburkin, Mark Saweljewitsch (1910–1953), sowjetischer Schachkomponist
- Liburnio, Niccolò (1474–1557), italienischer Humanist, Grammatiker, Lexikograf, Italianist und Romanist
- Liburnius Fronto, Marcus, römischer Centurio

### Liby
- Liby, Abu Anas al- (1964–2015), libyscher Terrorverdächtiger, Computerexperte von al-Qaida